# Turnić
Turnić is een plaats in de gemeente Požega in de Kroatische provincie Požega-Slavonië. De plaats telt 93 inwoners (2001).